# برونو سالومون
برونو سالومون (به انگلیسی: Bruno Salomone) (زاده ۱۳ ژوئیهٔ ۱۹۷۰) بازیگر فرانسوی است.
از کارهای معروف او می‌توان به بازی در فیلم بریس ۳ اشاره کرد.